# Represa de India Muerta

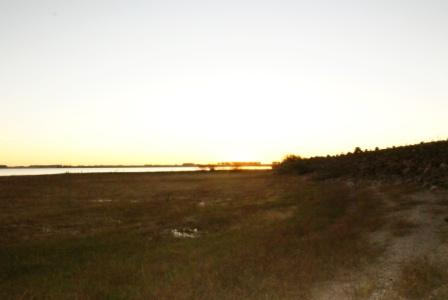
Atardecer en la Represa de India Muerta.

La Represa de India Muerta es una presa ubicada en el departamento de Rocha, Uruguay. Se localiza a 5 kilómetros de la Ruta 15 (km 99), entre las localidades de Velázquez y Lascano.
El sistema de riego vinculado a la represa de India Muerta se extiende a lo largo de 180.000 hectáreas y tiene una capacidad de riego para arroz de unas 10.000 hectáreas anuales. Si bien el impacto en el ecosistema de la disecación parcial de los bañados de Rocha fue muy discutido en su época, su impacto en el crecimiento del cultivo de arroz en la zona es indiscutible.
La represa es administrada por la firma Comisaco S.A, integrada por los molinos arroceros Saman S.A. y Coopar. Artigas Barrios, ex intendente de Rocha, fue gerente de la firma hasta 1985.
En octubre de 2020 la Comisión de Promoción y Defensa de la Competencia recomendó al Ministerio de Ambiente que valore la participación de otros agentes económicos diferentes a Comisaco S.A. en la concesión de la represa de India Muerta

## Historia
En 1978 la dictadura militar dispuso la actualización de algunos proyectos formulados en la década de los años 1940 por el ingeniero Florencio Martínez Bula para la recuperación productiva de los Bañados de Rocha. Entre dichos proyectos se encontraba la construcción de una represa en el arroyo India Muerta. La finalidad de la represa sería la de regular las crecidas provenientes de una cuenca de 65 700 ha y crear las reservas de agua para riego en la zona de influencia. El agua para riego provendría de canales derivados de la represa, del lago de la represa y de las obras de drenaje complementarias.
Por decreto-ley N.º 15.142, de 2 de junio de 1981, se declaró “de utilidad pública la expropiación de los inmuebles necesarios para la ejecución de las obras principales y complementarias del Proyecto Represa en el Arroyo India Muerta, Paraje Paso de las Tropas, departamento de Rocha…”
Inmediatamente comenzó la construcción de la obra, que finalizó en 1983. La represa consiste en un dique de arcilla y piedra de 3200 metros de largo y 12 metros de alto. El terraplén contiene 1 763 000 m³ de arcilla. A raíz del represamiento del arroyo, se formó un lago, conocido como lago de India Muerta, de 3500 hectáreas y con un volumen de agua embalsada de 127 500 000 m³ y la profundidad media del lago es de 3,68 m.

## Actividades recreativas
Anualmente, a mediados de enero se realiza el festival criollo pionero en dicho lago, el cual es organizado desde el año 2001 por la Sociedad Nativista Batalla de India Muerta, originaria de la localidad de Villa Velázquez. El festival se desarrolla durante 4 días y los atractivos principales son las jineteadas, pruebas de rienda, hipismo en circuito, motociclismo en pista y, por la noche, folklore y bailes al aire libre. El evento se organiza a beneficio de instituciones de esta localidad, Lascano y alrededores de ambos centros poblados.[cita requerida]
A fines del mes de febrero, se realiza a orillas del Lago un festival gauchesco con jineteadas y canto folcrórico. También se lleva a cabo una prueba ciclística de 60 km en ruta, en categoría amateurs, modalidad de montaña. El festival es organizado por el Rotary Club de Lascano en un predio de propiedad municipal. Lo recaudado se distribuye entre el Hogar de Ancianos de Lascano, el Club Ciclista de Lascano, el Hogar María Auxiliadora, la Escuela de Malán, el Baby Fútbol Lascano, el Hogar de Jóvenes de Velázquez, la AAIDLA (Ayuda al Discapacitado) y el Rotary Club Lascano.

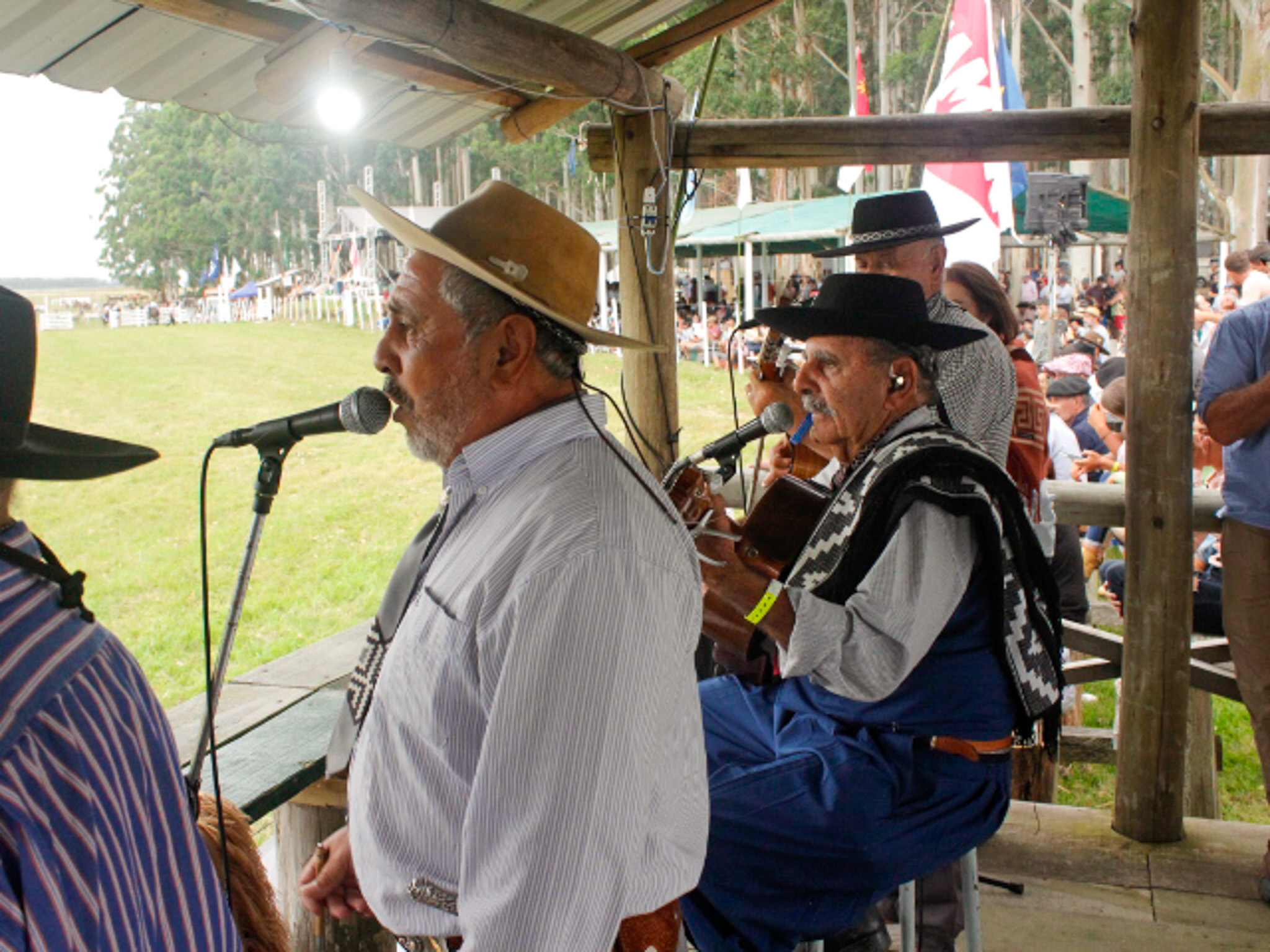
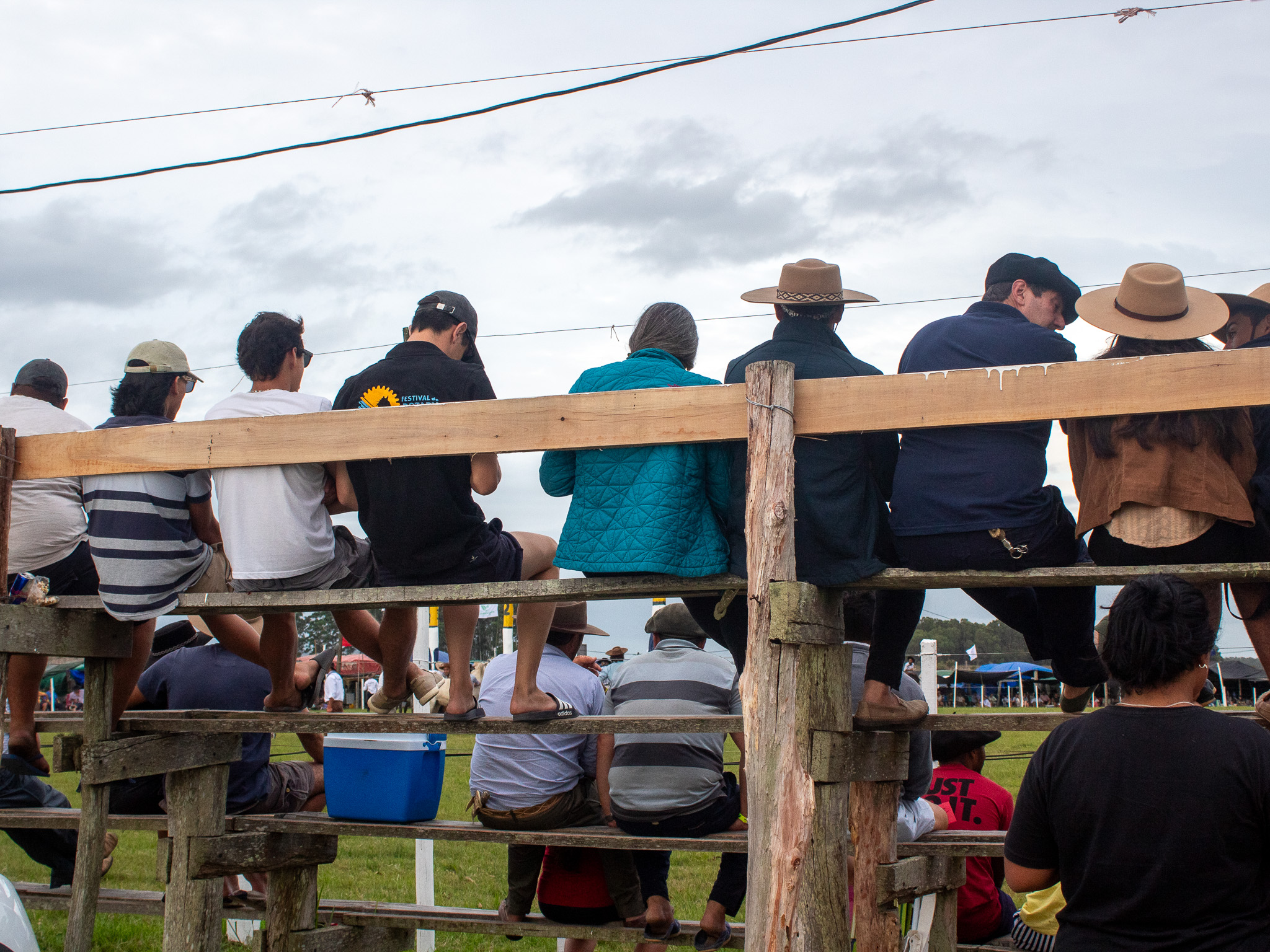
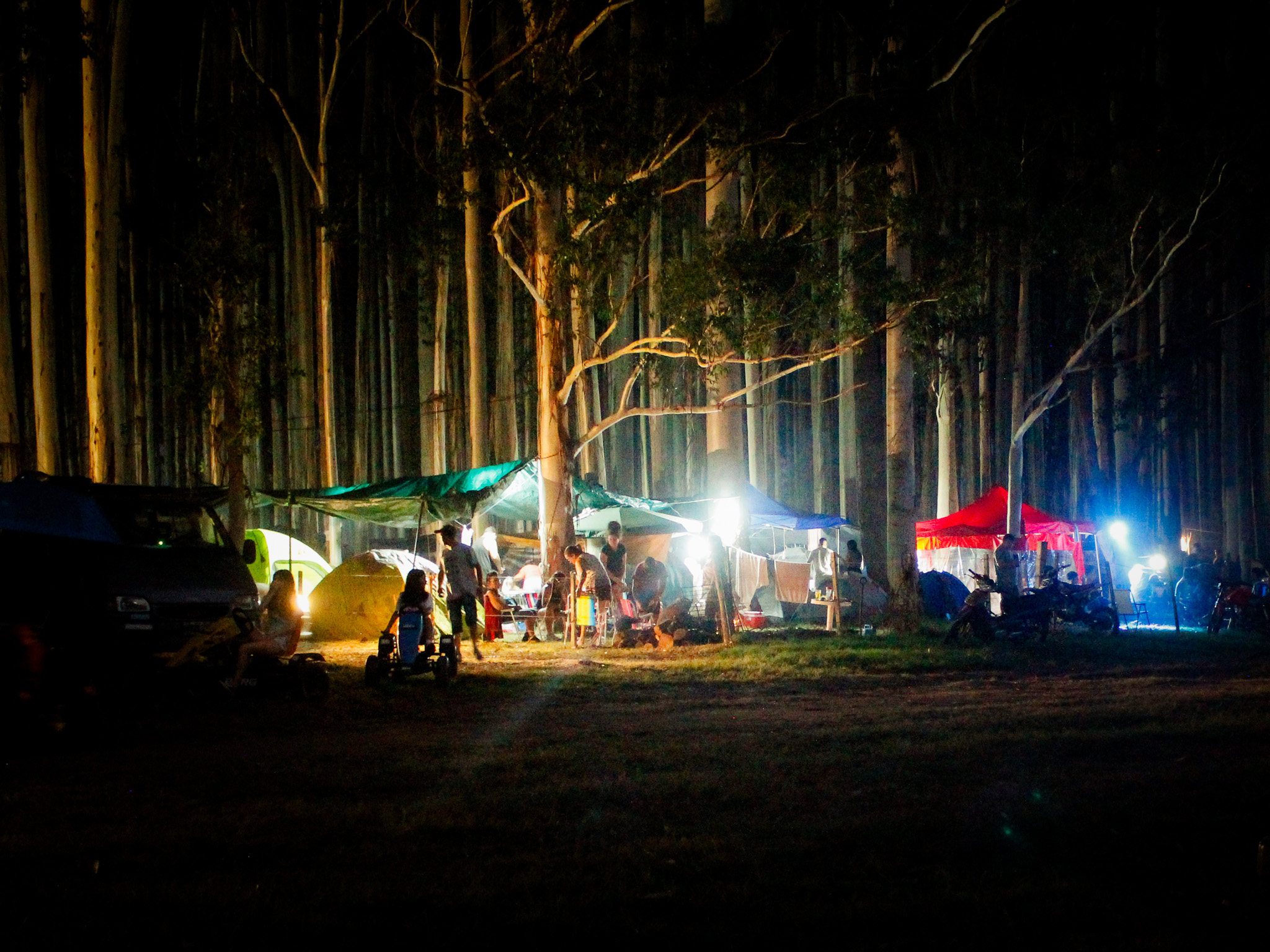

También se practica la pesca deportiva de tarariras en el Lago. Hasta 2004 era posible capturar a diario varias piezas de entre 3 y 5 kg. El Lago tuvo su esplendor para la pesca entre 1995 y 1998. Sus enormes peces y la ferocidad de sus ataques a señuelos y moscas en superficie fueron objeto de muchas notas y tapas de publicaciones de la prensa especializada. Esa fama atrajo a gran cantidad de pescadores, lo que hizo mermar considerablemente la fauna ictícola. Llegó incluso a haber iniciativas estatales para desarrollar la pesca comercial, que fueron desarticuladas a partir de la protesta de los pescadores deportivos y los vecinos. En 2000 se formó un grupo de trabajo con la finalidad de presentar una propuesta alternativa para el desarrollo de la zona y la utilización sustentable de los recursos pesqueros del Lago.[cita requerida]
Ese grupo se convirtió en una ONG que se bautizó "Propuesta India Muerta". En agosto del 2001 el grupo presentó una propuesta de gestión y de ordenamiento territorial para el área, que recogió viejas iniciativas de vecinos, con aportes de técnicos estatales y no estatales. El proyecto prevé la utilización de un predio municipal de 97 hectáreas para la implementación de una reserva de flora y fauna autóctonas donde los animales podrán ser observados en su hábitat natural y la de otro predio, también de propiedad municipal, para la construcción de un pequeño camping en primera etapa y de un complejo de cabañas en una etapa posterior.

## Origen del nombre
Pese a existir poca documentación sobre el arroyo de India Muerta, el profesor Aníbal Barrios Pintos, al transcribir un texto de Isidoro de María, ha señalado que en el siglo XVIII en esa zona se hizo por parte de los españoles una persecución a una tribu de indios minuanes, en cuya oportunidad fue muerta una mestiza. Por ese motivo el arroyo de la zona y finalmente la represa habrían recogido el nombre de India Muerta.